# Vadans (Haute-Saône)
Vadans é uma comuna francesa na região administrativa de Borgonha-Franco-Condado, no departamento de Alto Sona. Estende-se por uma área de 12,95 km². Em 2010 a comuna tinha 136 habitantes (densidade: 10,5 hab./km²).